# Mosteiro de Stakna
O Mosteiro de Stakna ou Gompa de Stakna é um mosteiro budista tibetano (gompa) do Ladaque, noroeste da Índia. Situa-se no cimo duma escarpa abruta, que faz lembrar um pedestal natural, que se ergue na margem esquerda (ocidental) do rio Indo, 25 km a sudeste de Lé, a 3 300 metros de altitude.
Foi fundado no final do século XVI por um académico e santo butanês, Chosje Jamyang Palkar e pertence à seita Drukpa Kagyu. O nome significa literalmente "focinho de tigre" e deve-se ao facto do monte escarpado onde se ergue ter a forma de um focinho de tigre. Entre os seus artefactos destaca-se uma estátua sagrada de Arya Avalokiteshvara de Kamrup, no Assam. O mosteiro de Stakna tem vários mosteiros seus dependentes, pelo menos formalmente, nomeadamente os de Mud e Kharu e, no Zanskar, Stakrimo, Bardan Sani.